# Anaxandridas Ier
Anaxandridas Ier est un roi de Sparte entre 675 av. J.-C. et 645 av. J.-C..